# Pertusaria borealis
Pertusaria borealis är en lavart som beskrevs av Erichsen. Pertusaria borealis ingår i släktet Pertusaria och familjen Pertusariaceae.  Arten är reproducerande i Sverige. Inga underarter finns listade i Catalogue of Life.